# 반응성 중간체
반응성 중간체(反應性中間體, 영어: reactive intermediate)는 화학에서 짧은 시간 존재하고, 고에너지에, 고반응성의 분자이다. 반응성 중간생성물(反應性中間生成物)이라고도 한다. 화학 반응에서 반응성 중간체가 생성되면 빠르게 더 안정한 분자로 변환된다.
반응 중간체(reaction intermediate)는 cumene process의 cumene처럼 매우 안정한 분자도 포함한다.

## 같이 보기
- 반응 중간체 (reaction intermediate)
- 전이 상태
- 활성화 착물 (activated complex)